# Campeonato Mundial de Patinaje Artístico sobre Hielo de 1986
El LXXVI Campeonato Mundial de Patinaje Artístico se realizó en Ginebra (Suiza) entre el 19 y el 22 de marzo de 1986 bajo la organización de la Unión Internacional de Patinaje sobre Hielo (ISU) y la Federación Suiza de Patinaje sobre Hielo. 

## Resultados

### Masculino
| Puesto | Nombre           | País            | Puntos |
| ------ | ---------------- | --------------- | ------ |
| Oro    | Brian Boitano    | Estados Unidos  |        |
| Plata  | Brian Orser      | Canadá          |        |
| Bronce | Alexandr Fadeyev | Unión Soviética |        |

### Femenino
| Puesto | Nombre        | País                          | Puntos |
| ------ | ------------- | ----------------------------- | ------ |
| Oro    | Debi Thomas   | Estados Unidos                |        |
| Plata  | Katarina Witt | República Democrática Alemana |        |
| Bronce | Tiffany Chin  | Estados Unidos                |        |

### Parejas
| Puesto | Nombre                                 | País            | Puntos |
| ------ | -------------------------------------- | --------------- | ------ |
| Oro    | Yekaterina Gordéyeva / Serguéi Grinkov | Unión Soviética |        |
| Plata  | Yelena Valova / Oleg Vasiliyev         | Unión Soviética |        |
| Bronce | Cynthia Coull / Mark Rowsom            | Canadá          |        |

### Danza en hielo
| Puesto | Nombre                              | País            | Puntos |
| ------ | ----------------------------------- | --------------- | ------ |
| Oro    | Natalia Bestemianova / Andrei Bukin | Unión Soviética |        |
| Plata  | Marina Klimova / Sergei Ponomarenko | Unión Soviética |        |
| Bronce | Tracy Wilson / Robert McCall        | Canadá          |        |

## Medallero
| Núm. | País                          | Oro | Plata | Bronce | Total |
| ---- | ----------------------------- | --- | ----- | ------ | ----- |
| 1    | Unión Soviética               | 2   | 2     | 1      | 5     |
| 2    | Estados Unidos                | 2   | 0     | 1      | 3     |
| 3    | Canadá                        | 0   | 1     | 2      | 3     |
| 4    | República Democrática Alemana | 0   | 1     | 0      | 1     |
|      | TOTAL                         | 4   | 4     | 4      | 12    |

| Predecesor: Japón 1985 | Campeonato Mundial de Patinaje Artístico sobre Hielo 1986 | Sucesor: Estados Unidos 1987 |

- Datos: Q676839